# 公明新聞
《公明新聞》是日本公明党所每日发行的党报，名义发行量为八十万份。

## 概要
《公明新聞》刊登公明党的政治立场及见解、党活动和所属国会议员的活动，最后一版也刊登电视台和广播电台的节目表。和日本其他大报相比，在艱深汉字中使用振假名的场合较多。每日一份《公明新聞》通常为八版的报纸，通过公明党的母体創价学会機關報《聖教新聞》的販卖店进行配送。另外，《公明新聞》的配送往往由《聖教新聞》的送報員兼任，与《聖教新聞》的配送同时进行。每週日另外發行《公明新聞週日版》。